# Dep
Dep (rusky Деп) je řeka v Amurské oblasti v Rusku. Je 348 km dlouhá. Povodí má rozlohu 10 400 km².

## Průběh toku
Odtéká z jezera Ogoron (Ugrin). Na horním toku má charakter horské řeky. Na dolním toku klidně protéká nížinou, která je místy bažinatá. Ústí zleva do Zeji (povodí Amuru).

## Vodní režim
Zdroj vody je převážně dešťový. Průměrný roční průtok vody v ústí činí 90 m³/s.